# Synallaxe rousselé
Phacellodomus striaticollis
Espèce
Statut de conservation UICN

 LC  : Préoccupation mineure
Le Synallaxe rousselé (Phacellodomus striaticollis) est une espèce d'oiseaux de la famille des Furnariidae.
Son aire s'étend à travers l'est de la région Sud (Brésil), l'Uruguay et le nord de l'Argentine.